# 1991 PZ12
1991 PZ12 är en asteroid i huvudbältet som upptäcktes den 5 augusti 1991 av den amerikanske astronomen Henry E. Holt vid Palomarobservatoriet.
Asteroiden har en diameter på ungefär 4 kilometer och den tillhör asteroidgruppen Vesta.